# Volta a la Comunitat Valenciana 2019
La Volta a la Comunitat Valenciana 2019, 70a edició de la Volta a la Comunitat Valenciana, fou una competició ciclista per etapes que es disputà entre el 6 i el 10 de febrer de 2019 sobre un recorregut de 647 km repartits entre cinc etapes, la primera d'elles contrarellotge individual. La cursa formà part del calendari de l'UCI Europa Tour 2019, amb una categoria 2.1.
El vencedor final fou el basc Ion Izagirre Insausti (Astana Qazaqstan Team), que fou acompanyat al podi per Alejandro Valverde (Movistar Team) i Peio Bilbao (Astana Qazaqstan Team). Diego Rubio Hernández (Burgos BH) guanyà la classificació de la muntanya, Sergio Higuita García (Fundación Euskadi) la dels joves i l'Astana Qazaqstan Team fou el millor equip.

## Equips
L'organització convidà a 24 equips a prendre part en aquesta cursa.
| WorldTeams (11)- Movistar Team - Sky - UAE Team Emirates - Mitchelton-Scott - Katusha-Alpecin - AG2R La Mondiale - Bahrain-Merida - Astana - Team Jumbo-Visma - Dimension Data - CCC Team Equips continentals professionals (11)- Cofidis, Solutions Crédits - Caja Rural-Seguros RGA - Direct Énergie - Israel Cycling Academy - Burgos-BH - Euskadi Basque Country-Murias - Gazprom-RusVelo - Nippo Vini Fantini Faizanè - Rally UHC Cycling - Sport Vlaanderen-Baloise - W52-FC Porto Equips continentals (2)- Fundación Euskadi - Kometa |
| |

## Etapes
| Etapa    | Data      | Ciutats d'etapa        | type                      | Distància (km) | Vencedor de l'etapa  | Líder de la general   |
| -------- | --------- | ---------------------- | ------------------------- | -------------- | -------------------- | --------------------- |
| 1a etapa | 6 de feb  | Oriola – Oriola        | contrarellotge individual | 10,2           | Edvald Boasson Hagen | Edvald Boasson Hagen  |
| 2a etapa | 7 de feb  | Alacant – Alacant      | etapa de mitja muntanya   | 166            | Matteo Trentin       | Edvald Boasson Hagen  |
| 3a etapa | 8 de feb  | Quart de Poblet – Xera | etapa de mitja muntanya   | 194,3          | Greg Van Avermaet    | Edvald Boasson Hagen  |
| 4a etapa | 9 de feb  | Vila-real – Alcossebre | etapa de muntanya         | 188            | Adam Yates           | Ion Izagirre Insausti |
| 5a etapa | 10 de feb | Paterna – València     | etapa plana               | 88,5           | Dylan Groenewegen    | Ion Izagirre Insausti |

### Etapa 1
| \| Classificació de l'etapa \| Classificació de l'etapa \| Classificació de l'etapa \| Classificació de l'etapa \| Classificació de l'etapa \| \| Corredor \| Corredor \| Equip \| Temps \| \| \| ------------------------ \| ----------------------------- \| ------------------------ \| ------------------------ \| ------------------------ \| \| 1r \| Edvald Boasson Hagen \| Dimension Data \| 12' 55" \| \| \| 2n \| Ion Izagirre Insausti \| Astana \| + 5" \| \| \| 3r \| Tony Martin \| Team Jumbo-Visma \| + 7" \| \| \| 4t \| Dylan Teuns \| Bahrain-Merida \| + 8" \| \| \| 5è \| Jos van Emden \| Team Jumbo-Visma \| + 10" \| \| \| 6è \| Nélson Oliveira \| Movistar Team \| + 11" \| \| \| 7è \| Peio Bilbao López de Armentia \| Astana \| + 13" \| \| \| 8è \| Alejandro Valverde Belmonte \| Movistar Team \| + 14" \| \| \| 9è \| Jan Tratnik \| Bahrain-Merida \| + 19" \| \| \| 10è \| Daniel Martin \| UAE Team Emirates \| + 20" \| \| |                               |                   |         |
| |                               |                   |         |
| Font: ProCyclingStats |                               |                   |         |
| Classificació de l'etapa |                               |                   |         |
| Corredor | Corredor                      | Equip             | Temps   |
| 1r | Edvald Boasson Hagen          | Dimension Data    | 12' 55" |
| 2n | Ion Izagirre Insausti         | Astana            | + 5"    |
| 3r | Tony Martin                   | Team Jumbo-Visma  | + 7"    |
| 4t | Dylan Teuns                   | Bahrain-Merida    | + 8"    |
| 5è | Jos van Emden                 | Team Jumbo-Visma  | + 10"   |
| 6è | Nélson Oliveira               | Movistar Team     | + 11"   |
| 7è | Peio Bilbao López de Armentia | Astana            | + 13"   |
| 8è | Alejandro Valverde Belmonte   | Movistar Team     | + 14"   |
| 9è | Jan Tratnik                   | Bahrain-Merida    | + 19"   |
| 10è | Daniel Martin                 | UAE Team Emirates | + 20"   |

| \| Classificació general \| Classificació general \| Classificació general \| Classificació general \| Classificació general \| \| Corredor \| Corredor \| Equip \| Temps \| \| \| --------------------- \| ----------------------------- \| --------------------- \| --------------------- \| --------------------- \| \| 1r \| Edvald Boasson Hagen \| Dimension Data \| 12' 55" \| \| \| 2n \| Ion Izagirre Insausti \| Astana \| + 5" \| \| \| 3r \| Tony Martin \| Team Jumbo-Visma \| + 7" \| \| \| 4t \| Dylan Teuns \| Bahrain-Merida \| + 8" \| \| \| 5è \| Jos van Emden \| Team Jumbo-Visma \| + 10" \| \| \| 6è \| Nélson Oliveira \| Movistar Team \| + 11" \| \| \| 7è \| Peio Bilbao López de Armentia \| Astana \| + 13" \| \| \| 8è \| Alejandro Valverde Belmonte \| Movistar Team \| + 14" \| \| \| 9è \| Jan Tratnik \| Bahrain-Merida \| + 19" \| \| \| 10è \| Daniel Martin \| UAE Team Emirates \| + 20" \| \| |                               |                   |         |
| |                               |                   |         |
| Font: ProCyclingStats |                               |                   |         |
| Classificació general |                               |                   |         |
| Corredor | Corredor                      | Equip             | Temps   |
| 1r | Edvald Boasson Hagen          | Dimension Data    | 12' 55" |
| 2n | Ion Izagirre Insausti         | Astana            | + 5"    |
| 3r | Tony Martin                   | Team Jumbo-Visma  | + 7"    |
| 4t | Dylan Teuns                   | Bahrain-Merida    | + 8"    |
| 5è | Jos van Emden                 | Team Jumbo-Visma  | + 10"   |
| 6è | Nélson Oliveira               | Movistar Team     | + 11"   |
| 7è | Peio Bilbao López de Armentia | Astana            | + 13"   |
| 8è | Alejandro Valverde Belmonte   | Movistar Team     | + 14"   |
| 9è | Jan Tratnik                   | Bahrain-Merida    | + 19"   |
| 10è | Daniel Martin                 | UAE Team Emirates | + 20"   |

### Etapa 2
| \| Classificació de l'etapa \| Classificació de l'etapa \| Classificació de l'etapa \| Classificació de l'etapa \| Classificació de l'etapa \| \| Corredor \| Corredor \| Equip \| Temps \| \| \| ------------------------ \| ------------------------ \| ----------------------------- \| ------------------------ \| ------------------------ \| \| 1r \| Matteo Trentin \| Mitchelton-Scott \| 4h 10' 12" \| \| \| 2n \| Nacer Bouhanni \| Cofidis, Solutions Crédits \| + 0" \| \| \| 3r \| Ben Swift \| Team Sky \| + 0" \| \| \| 4t \| Sonny Colbrelli \| Bahrain-Merida \| + 0" \| \| \| 5è \| Alexander Kristoff \| UAE Team Emirates \| + 0" \| \| \| 6è \| Edvald Boasson Hagen \| Dimension Data \| + 0" \| \| \| 7è \| Thomas Boudat \| Direct Énergie \| + 0" \| \| \| 8è \| Sondre Holst Enger \| Israel Cycling Academy \| + 0" \| \| \| 9è \| Enrique Sanz Unzué \| Euskadi Basque Country-Murias \| + 0" \| \| \| 10è \| Christopher Lawless \| Team Sky \| + 0" \| \| |                      |                               |            |
| |                      |                               |            |
| Font: ProCyclingStats |                      |                               |            |
| Classificació de l'etapa |                      |                               |            |
| Corredor | Corredor             | Equip                         | Temps      |
| 1r | Matteo Trentin       | Mitchelton-Scott              | 4h 10' 12" |
| 2n | Nacer Bouhanni       | Cofidis, Solutions Crédits    | + 0"       |
| 3r | Ben Swift            | Team Sky                      | + 0"       |
| 4t | Sonny Colbrelli      | Bahrain-Merida                | + 0"       |
| 5è | Alexander Kristoff   | UAE Team Emirates             | + 0"       |
| 6è | Edvald Boasson Hagen | Dimension Data                | + 0"       |
| 7è | Thomas Boudat        | Direct Énergie                | + 0"       |
| 8è | Sondre Holst Enger   | Israel Cycling Academy        | + 0"       |
| 9è | Enrique Sanz Unzué   | Euskadi Basque Country-Murias | + 0"       |
| 10è | Christopher Lawless  | Team Sky                      | + 0"       |

| \| Classificació general \| Classificació general \| Classificació general \| Classificació general \| Classificació general \| \| Corredor \| Corredor \| Equip \| Temps \| \| \| --------------------- \| ----------------------------- \| --------------------- \| --------------------- \| --------------------- \| \| 1r \| Edvald Boasson Hagen \| Dimension Data \| 4h 23' 07" \| \| \| 2n \| Ion Izagirre Insausti \| Astana \| + 5" \| \| \| 3r \| Tony Martin \| Team Jumbo-Visma \| + 7" \| \| \| 4t \| Dylan Teuns \| Bahrain-Merida \| + 8" \| \| \| 5è \| Jos van Emden \| Team Jumbo-Visma \| + 11" \| \| \| 6è \| Peio Bilbao López de Armentia \| Astana \| + 12" \| \| \| 7è \| Alejandro Valverde Belmonte \| Movistar Team \| + 14" \| \| \| 8è \| Jan Tratnik \| Bahrain-Merida \| + 18" \| \| \| 9è \| Daniel Martin \| UAE Team Emirates \| + 19" \| \| \| 10è \| Diego Rosa \| Team Sky \| + 20" \| \| |                               |                   |            |
| |                               |                   |            |
| Font: ProCyclingStats |                               |                   |            |
| Classificació general |                               |                   |            |
| Corredor | Corredor                      | Equip             | Temps      |
| 1r | Edvald Boasson Hagen          | Dimension Data    | 4h 23' 07" |
| 2n | Ion Izagirre Insausti         | Astana            | + 5"       |
| 3r | Tony Martin                   | Team Jumbo-Visma  | + 7"       |
| 4t | Dylan Teuns                   | Bahrain-Merida    | + 8"       |
| 5è | Jos van Emden                 | Team Jumbo-Visma  | + 11"      |
| 6è | Peio Bilbao López de Armentia | Astana            | + 12"      |
| 7è | Alejandro Valverde Belmonte   | Movistar Team     | + 14"      |
| 8è | Jan Tratnik                   | Bahrain-Merida    | + 18"      |
| 9è | Daniel Martin                 | UAE Team Emirates | + 19"      |
| 10è | Diego Rosa                    | Team Sky          | + 20"      |

### Etapa 3
| \| Classificació de l'etapa \| Classificació de l'etapa \| Classificació de l'etapa \| Classificació de l'etapa \| Classificació de l'etapa \| \| Corredor \| Corredor \| Equip \| Temps \| \| \| ------------------------ \| --------------------------- \| -------------------------- \| ------------------------ \| ------------------------ \| \| 1r \| Greg Van Avermaet \| CCC Team \| 5h 00' 16" \| \| \| 2n \| Matteo Trentin \| Mitchelton-Scott \| + 0" \| \| \| 3r \| Luis León Sánchez Gil \| Astana \| + 0" \| \| \| 4t \| Alejandro Valverde Belmonte \| Movistar Team \| + 0" \| \| \| 5è \| Mike Teunissen \| Team Jumbo-Visma \| + 0" \| \| \| 6è \| Sergio Higuita García \| Fundación Euskadi \| + 0" \| \| \| 7è \| Ben Swift \| Team Sky \| + 0" \| \| \| 8è \| Sonny Colbrelli \| Bahrain-Merida \| + 0" \| \| \| 9è \| Ion Izagirre Insausti \| Astana \| + 0" \| \| \| 10è \| Marco Canola \| Nippo-Vini Fantini-Faizanè \| + 0" \| \| |                             |                            |            |
| |                             |                            |            |
| Font: ProCyclingStats |                             |                            |            |
| Classificació de l'etapa |                             |                            |            |
| Corredor | Corredor                    | Equip                      | Temps      |
| 1r | Greg Van Avermaet           | CCC Team                   | 5h 00' 16" |
| 2n | Matteo Trentin              | Mitchelton-Scott           | + 0"       |
| 3r | Luis León Sánchez Gil       | Astana                     | + 0"       |
| 4t | Alejandro Valverde Belmonte | Movistar Team              | + 0"       |
| 5è | Mike Teunissen              | Team Jumbo-Visma           | + 0"       |
| 6è | Sergio Higuita García       | Fundación Euskadi          | + 0"       |
| 7è | Ben Swift                   | Team Sky                   | + 0"       |
| 8è | Sonny Colbrelli             | Bahrain-Merida             | + 0"       |
| 9è | Ion Izagirre Insausti       | Astana                     | + 0"       |
| 10è | Marco Canola                | Nippo-Vini Fantini-Faizanè | + 0"       |

| \| Classificació general \| Classificació general \| Classificació general \| Classificació general \| Classificació general \| \| Corredor \| Corredor \| Equip \| Temps \| \| \| --------------------- \| ----------------------------- \| -------------------------- \| --------------------- \| --------------------- \| \| 1r \| Edvald Boasson Hagen \| Dimension Data \| 9h 23' 23" \| \| \| 2n \| Ion Izagirre Insausti \| Astana \| + 5" \| \| \| 3r \| Dylan Teuns \| Bahrain-Merida \| + 8" \| \| \| 4t \| Nélson Oliveira \| Movistar Team \| + 11" \| \| \| 5è \| Peio Bilbao López de Armentia \| Astana \| + 12" \| \| \| 6è \| Alejandro Valverde Belmonte \| Movistar Team \| + 14" \| \| \| 7è \| Daniel Martin \| UAE Team Emirates \| + 19" \| \| \| 8è \| Diego Rosa \| Team Sky \| + 20" \| \| \| 9è \| Jack Haig \| Mitchelton-Scott \| + 23" \| \| \| 10è \| Jesús Herrada López \| Cofidis, Solutions Crédits \| + 24" \| \| |                               |                            |            |
| |                               |                            |            |
| Font: ProCyclingStats |                               |                            |            |
| Classificació general |                               |                            |            |
| Corredor | Corredor                      | Equip                      | Temps      |
| 1r | Edvald Boasson Hagen          | Dimension Data             | 9h 23' 23" |
| 2n | Ion Izagirre Insausti         | Astana                     | + 5"       |
| 3r | Dylan Teuns                   | Bahrain-Merida             | + 8"       |
| 4t | Nélson Oliveira               | Movistar Team              | + 11"      |
| 5è | Peio Bilbao López de Armentia | Astana                     | + 12"      |
| 6è | Alejandro Valverde Belmonte   | Movistar Team              | + 14"      |
| 7è | Daniel Martin                 | UAE Team Emirates          | + 19"      |
| 8è | Diego Rosa                    | Team Sky                   | + 20"      |
| 9è | Jack Haig                     | Mitchelton-Scott           | + 23"      |
| 10è | Jesús Herrada López           | Cofidis, Solutions Crédits | + 24"      |

### Etapa 4
| \| Classificació de l'etapa \| Classificació de l'etapa \| Classificació de l'etapa \| Classificació de l'etapa \| Classificació de l'etapa \| \| Corredor \| Corredor \| Equip \| Temps \| \| \| ------------------------ \| ----------------------------- \| -------------------------- \| ------------------------ \| ------------------------ \| \| 1r \| Adam Yates \| Mitchelton-Scott \| 4h 54' 57" \| \| \| 2n \| Alejandro Valverde Belmonte \| Movistar Team \| + 0" \| \| \| 3r \| Peio Bilbao López de Armentia \| Astana \| + 2" \| \| \| 4t \| Ion Izagirre Insausti \| Astana \| + 2" \| \| \| 5è \| Daniel Martin \| UAE Team Emirates \| + 4" \| \| \| 6è \| Sergio Higuita García \| Fundación Euskadi \| + 5" \| \| \| 7è \| Jesús Herrada López \| Cofidis, Solutions Crédits \| + 12" \| \| \| 8è \| Dylan Teuns \| Bahrain-Merida \| + 17" \| \| \| 9è \| Jack Haig \| Mitchelton-Scott \| + 17" \| \| \| 10è \| Ben Hermans \| Israel Cycling Academy \| + 25" \| \| |                               |                            |            |
| |                               |                            |            |
| Font: ProCyclingStats |                               |                            |            |
| Classificació de l'etapa |                               |                            |            |
| Corredor | Corredor                      | Equip                      | Temps      |
| 1r | Adam Yates                    | Mitchelton-Scott           | 4h 54' 57" |
| 2n | Alejandro Valverde Belmonte   | Movistar Team              | + 0"       |
| 3r | Peio Bilbao López de Armentia | Astana                     | + 2"       |
| 4t | Ion Izagirre Insausti         | Astana                     | + 2"       |
| 5è | Daniel Martin                 | UAE Team Emirates          | + 4"       |
| 6è | Sergio Higuita García         | Fundación Euskadi          | + 5"       |
| 7è | Jesús Herrada López           | Cofidis, Solutions Crédits | + 12"      |
| 8è | Dylan Teuns                   | Bahrain-Merida             | + 17"      |
| 9è | Jack Haig                     | Mitchelton-Scott           | + 17"      |
| 10è | Ben Hermans                   | Israel Cycling Academy     | + 25"      |

| \| Classificació general \| Classificació general \| Classificació general \| Classificació general \| Classificació general \| \| Corredor \| Corredor \| Equip \| Temps \| \| \| --------------------- \| ----------------------------- \| -------------------------- \| --------------------- \| --------------------- \| \| 1r \| Ion Izagirre Insausti \| Astana \| 14h 18' 27" \| \| \| 2n \| Alejandro Valverde Belmonte \| Movistar Team \| + 7" \| \| \| 3r \| Peio Bilbao López de Armentia \| Astana \| + 7" \| \| \| 4t \| Daniel Martin \| UAE Team Emirates \| + 16" \| \| \| 5è \| Dylan Teuns \| Bahrain-Merida \| + 18" \| \| \| 6è \| Jesús Herrada López \| Cofidis, Solutions Crédits \| + 29" \| \| \| 7è \| Jack Haig \| Mitchelton-Scott \| + 33" \| \| \| 8è \| Adam Yates \| Mitchelton-Scott \| + 34" \| \| \| 9è \| Edvald Boasson Hagen \| Dimension Data \| + 46" \| \| \| 10è \| Rui Alberto Faria da Costa \| UAE Team Emirates \| + 48" \| \| |                               |                            |             |
| |                               |                            |             |
| Font: ProCyclingStats |                               |                            |             |
| Classificació general |                               |                            |             |
| Corredor | Corredor                      | Equip                      | Temps       |
| 1r | Ion Izagirre Insausti         | Astana                     | 14h 18' 27" |
| 2n | Alejandro Valverde Belmonte   | Movistar Team              | + 7"        |
| 3r | Peio Bilbao López de Armentia | Astana                     | + 7"        |
| 4t | Daniel Martin                 | UAE Team Emirates          | + 16"       |
| 5è | Dylan Teuns                   | Bahrain-Merida             | + 18"       |
| 6è | Jesús Herrada López           | Cofidis, Solutions Crédits | + 29"       |
| 7è | Jack Haig                     | Mitchelton-Scott           | + 33"       |
| 8è | Adam Yates                    | Mitchelton-Scott           | + 34"       |
| 9è | Edvald Boasson Hagen          | Dimension Data             | + 46"       |
| 10è | Rui Alberto Faria da Costa    | UAE Team Emirates          | + 48"       |

### Etapa 5
| \| Classificació de l'etapa \| Classificació de l'etapa \| Classificació de l'etapa \| Classificació de l'etapa \| Classificació de l'etapa \| \| Corredor \| Corredor \| Equip \| Temps \| \| \| ------------------------ \| ------------------------ \| -------------------------- \| ------------------------ \| ------------------------ \| \| 1r \| Dylan Groenewegen \| Team Jumbo-Visma \| 1h 50' 17" \| \| \| 2n \| Alexander Kristoff \| UAE Team Emirates \| + 0" \| \| \| 3r \| Matteo Trentin \| Mitchelton-Scott \| + 0" \| \| \| 4t \| Luka Mezgec \| Mitchelton-Scott \| + 0" \| \| \| 5è \| Nacer Bouhanni \| Cofidis, Solutions Crédits \| + 0" \| \| \| 6è \| Michele Gazzoli \| Kometa \| + 0" \| \| \| 7è \| Sondre Holst Enger \| Israel Cycling Academy \| + 0" \| \| \| 8è \| Sonny Colbrelli \| Bahrain-Merida \| + 0" \| \| \| 9è \| Edvald Boasson Hagen \| Dimension Data \| + 0" \| \| \| 10è \| Giovanni Lonardi \| Nippo-Vini Fantini-Faizanè \| + 0" \| \| |                      |                            |            |
| |                      |                            |            |
| Font: ProCyclingStats |                      |                            |            |
| Classificació de l'etapa |                      |                            |            |
| Corredor | Corredor             | Equip                      | Temps      |
| 1r | Dylan Groenewegen    | Team Jumbo-Visma           | 1h 50' 17" |
| 2n | Alexander Kristoff   | UAE Team Emirates          | + 0"       |
| 3r | Matteo Trentin       | Mitchelton-Scott           | + 0"       |
| 4t | Luka Mezgec          | Mitchelton-Scott           | + 0"       |
| 5è | Nacer Bouhanni       | Cofidis, Solutions Crédits | + 0"       |
| 6è | Michele Gazzoli      | Kometa                     | + 0"       |
| 7è | Sondre Holst Enger   | Israel Cycling Academy     | + 0"       |
| 8è | Sonny Colbrelli      | Bahrain-Merida             | + 0"       |
| 9è | Edvald Boasson Hagen | Dimension Data             | + 0"       |
| 10è | Giovanni Lonardi     | Nippo-Vini Fantini-Faizanè | + 0"       |

## Classificació final
| \| Classificació general \| Classificació general \| Classificació general \| Classificació general \| Classificació general \| \| Corredor \| Corredor \| Equip \| Temps \| \| \| --------------------- \| ----------------------------- \| -------------------------- \| --------------------- \| --------------------- \| \| 1r \| Ion Izagirre Insausti \| Astana \| 16h 08' 44" \| \| \| 2n \| Alejandro Valverde Belmonte \| Movistar Team \| + 7" \| \| \| 3r \| Peio Bilbao López de Armentia \| Astana \| + 7" \| \| \| 4t \| Daniel Martin \| UAE Team Emirates \| + 16" \| \| \| 5è \| Dylan Teuns \| Bahrain-Merida \| + 18" \| \| \| 6è \| Jesús Herrada López \| Cofidis, Solutions Crédits \| + 29" \| \| \| 7è \| Jack Haig \| Mitchelton-Scott \| + 33" \| \| \| 8è \| Adam Yates \| Mitchelton-Scott \| + 34" \| \| \| 9è \| Edvald Boasson Hagen \| Dimension Data \| + 46" \| \| \| 10è \| Rui Alberto Faria da Costa \| UAE Team Emirates \| + 48" \| \| |                               |                            |             |
| |                               |                            |             |
| Font: ProCyclingStats |                               |                            |             |
| Classificació general |                               |                            |             |
| Corredor | Corredor                      | Equip                      | Temps       |
| 1r | Ion Izagirre Insausti         | Astana                     | 16h 08' 44" |
| 2n | Alejandro Valverde Belmonte   | Movistar Team              | + 7"        |
| 3r | Peio Bilbao López de Armentia | Astana                     | + 7"        |
| 4t | Daniel Martin                 | UAE Team Emirates          | + 16"       |
| 5è | Dylan Teuns                   | Bahrain-Merida             | + 18"       |
| 6è | Jesús Herrada López           | Cofidis, Solutions Crédits | + 29"       |
| 7è | Jack Haig                     | Mitchelton-Scott           | + 33"       |
| 8è | Adam Yates                    | Mitchelton-Scott           | + 34"       |
| 9è | Edvald Boasson Hagen          | Dimension Data             | + 46"       |
| 10è | Rui Alberto Faria da Costa    | UAE Team Emirates          | + 48"       |

## Evolució de les classificacions
| Etapa                  | Vencedor               | Classificació general | Classificació de la muntanya | Classificació de la combinada | Classificació dels joves | Classificació per equips |
| ---------------------- | ---------------------- | --------------------- | ---------------------------- | ----------------------------- | ------------------------ | ------------------------ |
| 1                      | Edvald Boasson Hagen   | Edvald Boasson Hagen  | no entregat                  | Edvald Boasson Hagen          | Harry Tanfield           | Astana Pro Team          |
| 2                      | Matteo Trentin         | Edvald Boasson Hagen  | Diego Rubio Hernández        | Edvald Boasson Hagen          | Mads Würtz Schmidt       | Astana Pro Team          |
| 3                      | Greg Van Avermaet      | Edvald Boasson Hagen  | Diego Rubio Hernández        | Edvald Boasson Hagen          | Iván García Cortina      | Astana Pro Team          |
| 4                      | Adam Yates             | Ion Izagirre          | Diego Rubio Hernández        | Alejandro Valverde            | Sergio Higuita           | Astana Pro Team          |
| 5                      | Dylan Groenewegen      | Ion Izagirre          | Diego Rubio Hernández        | Alejandro Valverde            | Sergio Higuita           | Astana Pro Team          |
| Classificacions finals | Classificacions finals | Ion Izagirre          | Diego Rubio Hernández        | Alejandro Valverde            | Sergio Higuita           | Astana Pro Team          |